# Črna na Koroškem
Črna na Koroškem (IPA: [ˈʧərna nakɔˈroːʃkɛm] németül: Schwarzenbach IPA: [ˈʃvarʦ(ə)nˌbax]) város és község neve Szlovénia Karinthia régiójában. A Meža folyó és a Javorski potok összefolyásánál fekszik. A német elnevezése „Fekete patakot” jelent, szlovénül pedig „Karinthiai Feketét”.
A város történelme a vasfeldolgozáshoz fűződik. Az első vaskohót Mehior Puc alapította, aki a Lavant-völgyből költözött ide 1620-ban. Később 1624-ben eladta a Thurn-i grófoknak, akik újabb kohókat hoztak létre a Meža folyó mentén. A 19. században a szomszédos Ravne na Koroškem községben vasutat építettek, és a Thurn-i grófok áthelyezték oda műveit 1880 körül.
A városi templom Szent Oswald-nak lett szentelve. Neoromán stílusban lett építve 1868-ban, miután a korábbi templom leégett.